# Omar Al-Mukhtar
Omar al-Mukhtar, también conocido como Omar Mukhtar (en árabe: عمر المختار Omar Al-Mukhtar; 20 de agosto de 1858 – 16 de septiembre de 1931), conocido entre los italianos coloniales como Matari de los Mnifa, nació en el pequeño pueblo de Zawiyat  Janzour, cerca de Tobruk en el este de Barca en Libia. Llamado con los apodos de "El jeque de los mártires" (shaykh al-shuhadāʾ) y «El león del desierto» (asad as-ṣaḥrāʾ), organizó y fue líder durante casi veinte años (a partir de 1912) de la resistencia anticolonial de los nativos contra el control italiano de Libia. Los italianos lo capturaron y ahorcaron en 1931. En Libia es considerado un héroe nacional e inculcó en un joven Gadafi un gran sentimiento de antiimperialismo.

## Biografía

### Orígenes e inicios de la resistencia
Omar al-Mukhtar nació en 1858 en el pueblo libio de Zawiyat Janzour, Cirenaica, entre Barca y Maraua, en esos años este territorio estaba controlado por el Imperio Otomano. Pasó su juventud en la pobreza, y estudió durante ocho años en la escuela coránica de Al Jaghbub, en la ciudad santa de la Tariqa Sanussiyya, antes de continuar sus estudios en la madraza de Zawiyat Janzur. Se convirtió al saber popular del Corán y como Imán, se unió más tarde a la cofradía de los Sanusí.
Con la invasión de los italianos, Omar al-Mukhtar organizó un movimiento de resistencia de entre 2.000 y 3.000 guerrilleros; él conocía muy bien el territorio árido y el desierto de Libia, de esta manera sin muchas dificultades cortó las líneas de comunicación del enemigo y realizó emboscadas frecuentes. En 1923, a los 63 años, y por delegación de Idris I, Omar al-Mukhtar se convirtió en jefe de la guerrilla anti-italiana en Libia.

### Captura y ejecución
En 1930 Mussolini dio al vicegobernador de la Cirenaica, el general Rodolfo Graziani, la tarea de detener la resistencia de Omar al-Mukhtar.

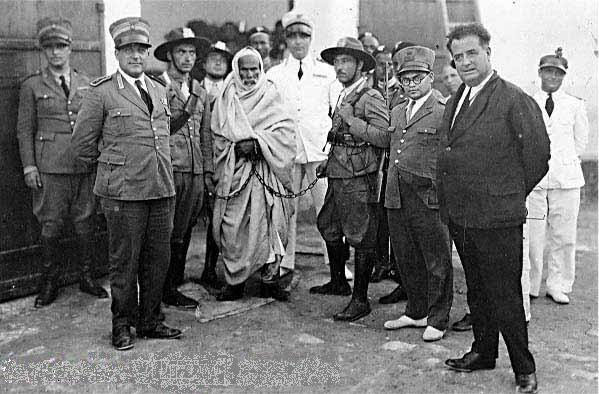
Arresto de Omar al-Mukhtar.

Graziani se apoderó de los bienes de los sanusíes y los soldados italianos quemaron muchas aldeas, también usaron armas químicas (gas mostaza y fosgeno) para envenenar los pozos de agua potable o los cerraban con cemento. La agricultura sanusí fue devastada y miles de libios fueron deportados a campos de concentración. Graziani también construyó una valla de alambre de púas de 270 kilómetros de longitud entre el puerto de Bardia y el oasis de Giarabub, sede de la Hermandad Sanusí. En el verano de 1931, Omar al-Mukhtar tenía solamente 700 hombres. El 11 de septiembre de 1931 en la llanura de Got-Illfù fue descubierto por la aviación italiana y fue herido en el brazo. Capturado por los escuadrones coloniales libios a caballo, fue llevado a Bardia y más tarde fue trasladado a Bengasi.
Fue juzgado en el Palacio Littorio de Bengasi y el 15 de septiembre fue condenado a muerte por orden de Mussolini. La ejecución tuvo lugar a las 9 de la mañana del 16 de septiembre de 1931 en Soluk o Soluq, a 56 kilómetros al sur de Bengasi, en plena Cirenaica. Allí llegaron veinte mil libios a presenciar la ejecución de Omar al-Mukhtar, cuyas últimas palabras fueron las de un conocido verso del Corán: «Inna li-llāhi wa inna ilaihi Raji'un» («a Dios pertenecemos y a Él volvemos»).
También dijo poco antes de ser ahorcado: «Sobreviviré a mi verdugo».[cita requerida]

## En cinematografía
Omar Al-Mukhtar (interpretado por Anthony Quinn) es el protagonista principal de la película El león del desierto.